# Жуан Канселу
Жуа́н Кансе́лу (порт. João Cancelo, нар. 27 травня 1994, Баррейру, Португалія) — португальський футболіст, крайній захисник клубу «Манчестер Сіті». На умовах оренди виступає за «Барселону».

## Клубна кар'єра
Жуан є вихованцем клубу «Баррейренсі» з його рідного міста. У 2008 році він перейшов в академію столичної «Бенфіки». З 2012 по 2014 рік Канселу виступав за дублюючий склад клубу у Сегунді, другому за рівнем дивізіоні Португалії, взявши участь у 51 матчі. За першу команду «орлів» Жуан провів лише одну зустріч португальської першості — 10 травня 2014 року проти «Порту», а також один матч на Кубок португальської ліги. Обидва ці турніри «Бенфіка» виграла за підсумками того сезону.

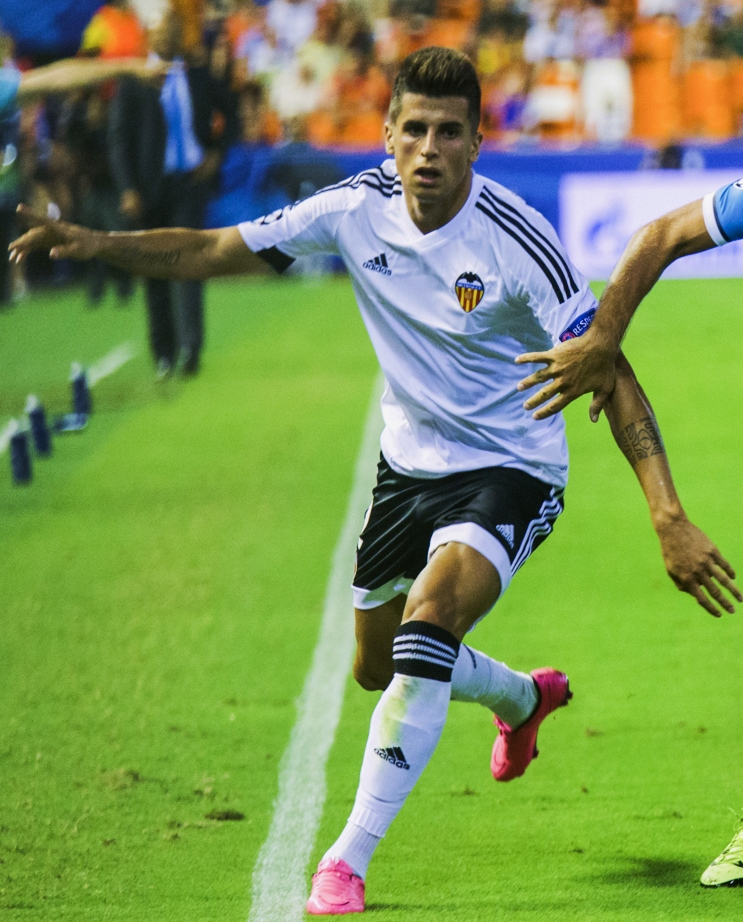
Жуан Канселу під час виступів за «Валенсію». 16 вересня 2015 року.

20 серпня 2014 року на правах оренди до кінця сезону перейшов у іспанську «Валенсію». Дебютував у новій команді 25 вересня 2014 року в матчі Ла Ліги проти «Кордови» (3:0). Всього за час оренди зіграв у 10 матчах чемпіонату і трьох іграх національного кубку.
25 травня 2015 року, після завершення терміну оренди, «Валенсія» викупила контракт португальця, уклавши з ним нову угоду до червня 2021 року. Встиг відіграти за валенсійський клуб 74 матчів в національному чемпіонаті.
В сезоні 2017/18 провів рік на правах оренди в міланському «Інтернаціонале». Після чого перейшов майже за 40 мільйонів євро в «Ювентус».
Влітку 2019 року права на португальця викупив «Манчестер Сіті».  
15 вересня 2023 року відзначився забитим м'ячем у воротах «Реал Бетіс», який був визнаний найкращим голом місяця в іспанській Ла-Лізі.

## Виступи за збірні
2010 року дебютував у складі юнацької збірної Португалії. Разом з нею брав участь у юнацькому чемпіонаті (U-19) 2012 і 2013 років. Всього взяв участь у 55 іграх на юнацькому рівні, відзначившись 2 забитими голами.
З 2013 року залучався до молодіжної збірної Португалії у складі якої був учасником  молодіжного чемпіонату світу 2013 року та молодіжного чемпіонату Європи 2015 року. Всього на молодіжному рівні зіграв у 14 офіційних матчах.
| Дата       | Місто      | Господарі         | Результат | Гості                | Турнір                                    | Голи | Примітки |
| ---------- | ---------- | ----------------- | --------- | -------------------- | ----------------------------------------- | ---- | -------- |
| 1-9-2016   | Порту      | Португалія        | 5 – 0     | Гібралтар            | товариський матч                          | 1    |          |
| 7-10-2016  | Авейру     | Португалія        | 6 – 0     | Андорра              | Відбір до ЧС 2018                         | 1    |          |
| 10-10-2016 | Торсгавн   | Фарерські острови | 0 – 6     | Португалія           | Відбір до ЧС 2018                         | 1    |          |
| 13-11-2016 | Фару       | Португалія        | 4 – 1     | Латвія               | Відбір до ЧС 2018                         | -    |          |
| 28-3-2017  | Фуншал     | Португалія        | 2 – 3     | Швеція               | товариський матч                          | -    |          |
| 10-11-2017 | Візеу      | Португалія        | 3 – 0     | Саудівська Аравія    | товариський матч                          | -    | 46'      |
| 26-3-2018  | Женева     | Португалія        | 0 – 3     | Нідерланди           | товариський матч                          | -    | 44', 61' |
| 6-9-2018   | Лісабон    | Португалія        | 1 – 1     | Хорватія             | товариський матч                          | -    |          |
| 10-9-2018  | Лісабон    | Португалія        | 1 – 0     | Італія               | Ліга націй УЄФА 2018—2019 - груповий етап | -    |          |
| 11-10-2018 | Хожув      | Польща            | 2 – 3     | Португалія           | Ліга націй УЄФА 2018—2019 - груповий етап | -    |          |
| 17-11-2018 | Мілан      | Італія            | 0 – 0     | Португалія           | Ліга націй УЄФА 2018—2019 - груповий етап | -    | 51'      |
| 20-11-2018 | Гімарайнш  | Португалія        | 1 – 1     | Польща               | Ліга націй УЄФА 2018—2019 - груповий етап | -    |          |
| 22-3-2019  | Лісабон    | Португалія        | 0 – 0     | Україна              | Відбір до ЧЄ 2020                         | -    |          |
| 25-3-2019  | Лісабон    | Португалія        | 1 – 1     | Сербія               | Відбір до ЧЄ 2020                         | -    |          |
| 7-9-2019   | Белград    | Сербія            | 2 – 4     | Португалія           | Відбір до ЧЄ 2020                         | -    | 65'      |
| 10-9-2019  | Вільнюс    | Литва             | 1 – 5     | Португалія           | Відбір до ЧЄ 2020                         | -    |          |
| 5-9-2020   | Порту      | Португалія        | 4 – 1     | Хорватія             | Ліга націй УЄФА 2020—2021 - груповий етап | 1    |          |
| 8-9-2020   | Стокгольм  | Швеція            | 0 – 2     | Португалія           | Ліга націй УЄФА 2020—2021 - груповий етап | -    |          |
| 7-10-2020  | Лісабон    | Португалія        | 0 – 0     | Іспанія              | товариський матч                          | -    |          |
| 11-10-2020 | Сен-Дені   | Франція           | 0 – 0     | Португалія           | Ліга націй УЄФА 2020—2021 - груповий етап | -    | 89'      |
| 14-10-2020 | Лісабон    | Португалія        | 3 – 0     | Швеція               | Ліга націй УЄФА 2020—2021 - груповий етап | -    |          |
| 14-11-2020 | Лісабон    | Португалія        | 0 – 1     | Франція              | Ліга націй УЄФА 2020—2021 - груповий етап | -    |          |
| 17-11-2020 | Спліт      | Хорватія          | 2 – 3     | Португалія           | Ліга націй УЄФА 2020—2021 - груповий етап | -    | 70'      |
| 24-3-2021  | Турин      | Португалія        | 1 – 0     | Азербайджан          | Відбір до ЧС 2022                         | -    |          |
| 27-3-2021  | Белград    | Сербія            | 2 – 2     | Португалія           | Відбір до ЧС 2022                         | -    | 72'      |
| 30-3-2021  | Люксембург | Люксембург        | 1 – 3     | Португалія           | Відбір до ЧС 2022                         | -    |          |
| 9-6-2021   | Лісабон    | Португалія        | 4 – 0     | Ізраїль              | товариський матч                          | 1    |          |
| 1-9-2021   | Фару       | Португалія        | 2 – 1     | Ірландія             | Відбір до ЧС 2022                         | -    | 82'      |
| 7-9-2021   | Баку       | Азербайджан       | 0 – 3     | Португалія           | Відбір до ЧС 2022                         | -    |          |
| 12-10-2021 | Фару       | Португалія        | 5 – 0     | Люксембург           | Відбір до ЧС 2022                         | -    | 84'      |
| 14-11-2021 | Лісабон    | Португалія        | 1 – 2     | Сербія               | Відбір до ЧС 2022                         | -    | 8'       |
| 29-3-2022  | Порту      | Португалія        | 2 – 0     | Північна Македонія   | Відбір до ЧС 2022                         | -    | 68'      |
| 2-6-2022   | Севілья    | Іспанія           | 1 – 1     | Португалія           | Ліга націй УЄФА 2022—2023 - груповий етап | -    |          |
| 5-6-2022   | Лісабон    | Португалія        | 4 – 0     | Швейцарія            | Ліга націй УЄФА 2022—2023 - груповий етап | 1    |          |
| 9-6-2022   | Лісабон    | Португалія        | 2 – 0     | Чехія                | Ліга націй УЄФА 2022—2023 - груповий етап | 1    | 90'      |
| 12-6-2022  | Лансі      | Швейцарія         | 1 – 0     | Португалія           | Ліга націй УЄФА 2022—2023 - груповий етап | -    | 59'      |
| 27-9-2022  | Брага      | Португалія        | 0 – 1     | Іспанія              | Ліга націй УЄФА 2022—2023 - груповий етап | -    |          |
| 24-11-2022 | Доха       | Португалія        | 3 – 2     | Гана                 | ЧС 2022 - груповий етап                   | -    |          |
| 28-11-2022 | Лусаїл     | Португалія        | 2 – 0     | Уругвай              | ЧС 2022 - груповий етап                   | -    |          |
| 2-12-2022  | Ер-Раян    | Південна Корея    | 2 – 1     | Португалія           | ЧС 2022 - груповий етап                   | -    |          |
| 10-12-2022 | Доха       | Марокко           | 1 – 0     | Португалія           | ЧС 2022 - чвертьфінал                     | -    | 51'      |
| 23-3-2023  | Лісабон    | Португалія        | 4 – 0     | Ліхтенштейн          | Відбір до ЧЄ 2024                         | 1    |          |
| 17-6-2023  | Лісабон    | Португалія        | 3 – 0     | Боснія і Герцеговина | Відбір до ЧЄ 2024                         | -    |          |
| 20-6-2023  | Рейк'явік  | Ісландія          | 0 – 1     | Португалія           | Відбір до ЧЄ 2024                         | -    | 67'      |
| 8-9-2023   | Братислава | Словаччина        | 0 – 1     | Португалія           | Відбір до ЧЄ 2024                         | -    | 63'      |
| 11-9-2023  | Фару       | Португалія        | 9 – 0     | Люксембург           | Відбір до ЧЄ 2024                         | -    | 61'      |
| Усього     |            | Матчів            | 46        |                      | Голів                                     | 8    |          |

## Титули і досягнення

### Командні досягнення
- Чемпіон Португалії (1):

«Бенфіка»: 2013-14
- Володар Кубка португальської ліги (1):

«Бенфіка»: 2013-14
- Володар Кубка Португалії (1):

«Бенфіка»: 2013-14
- Володар Суперкубка Італії (1):

«Ювентус»: 2018
- Чемпіон Італії (1):

«Ювентус»: 2018-19
- Володар Кубка Ліги (2):

«Манчестер Сіті»: 2019-20, 2020-21
- Чемпіон Англії (2):

«Манчестер Сіті»: 2020-21, 2021-22
- Переможець Ліги націй УЄФА: 2018-19
- Чемпіон Німеччини (1):

«Баварія»: 2022-23

### Особисті досягнення
- Автор найкращого голу місяця іспанської Ла-Ліги: вересень 2023[9]